# Стефан Жеромський
Стефан Жеромський (пол. Stefan Żeromski, *14 жовтня 1864, Стравчин, Келецький повіт — †20 листопада 1925, Варшава) — польський письменник і драматург. Також писав під псевдонімами Maurycy Zych, Józef Katerla і Stefan Iksmoreż.

## Життєпис
Походив із збіднілої шляхетської родини. після отримання середньої освіти у 1886 році поступив до Вищої ветеринарної школи (Варшава), яку не закінчив, захопившись літературою. У 1892—1896 роках працював бібліотекарем в польському музеї в Раперсвіля (Швейцарія), з 1897 до 1904 року — у бібліотеці Замойських у Варшаві. В цей час захопився соціалістичними ідеями.
Підтримав російську революцію 1905 року, брав участь у політичних маніфестаціях і в боротьбі за польську школу в Люблінській губернії, де на той час мешкав. У 1909 році після арешту Жеромський емігрував до Парижа. У 1913 році починає роботу над трилогією «Боротьба з сатаною» (1914—1919 роки — «Звернення Іуди», «Заметіль», «Харітас»).
У 1918 році після здобуття Польщею незалежності перебирається до Варшави. Тут увесь час присвячує літературній діяльності. Помер у 1925 році.

## Творчість
Жеромского називали «духовним лідером» покоління. Він зробив найбільший вплив на творчість своїх сучасників, на подальший розвиток польської літератури.
Різка критика капіталістичних відносин прозвучала вже в ранній творчості письменника («Оповідання», 1895 рік; «Розклюють нас круки», 1895 рік; «Сізіфова праця», 1897 рік; «Промінь», 1897 рік; збірка «Прозові твори», 1898 рік).
Жеромський створює образи позитивних героїв — самовідданих реформаторів-одинаків, які присвятили себе народній справі (роман «Бездомні», 1900 рік). З роками романтичний жест героїв доповнюється спробами утопічного вирішення соціальних конфліктів, що особливо помітно у творчості післяреволюційних років («Краса життя», 1912 рік; «Заметіль», 1916 рік).
Жеромський також звертався до проблем історії боротьби польського народу за відновлення національної незалежності, розглядаючи їх у тісному зв'язку з соціальною боротьбою. Широка панорама драматичного періоду польської історії (останній поділ Польщі, утворення Варшавського герцогства, надії, пов'язані з походом імператора Наполеона I на Російську імперію) дана в трилогії «Попіл» (1904 рік), а безрадісним долям учасників національно-визвольного повстання 1863 року присвячено роман «Вірна ріка» (1912 рік).
1882 року переклав польською мовою вірш Т. Шевченка «Думи мої, думи мої».
У художній публіцистиці Жеромського 1906—1908 років («Сон про шпагу», «Гола бруківка», «Слово про батрака», «Ноктюрн») передана героїчна атмосфера революційних років, висловлена повна підтримка письменником боротьби «святого пролетаря». Події революції знайшли відображення і в його повістях і романах — «Історія гріха» (1908), «Дума про гетьмана» (1909 рік), особливо в «Розі» (1909 рік), складної «несценічною» філософській драмі, де сконцентровано розуміння цілей революції, способів її здійснення та причин поразки.
У 1924 році він видав останній свій роман «Провесінь», герой якого протестує проти соціальних несправедливостей у Польщі.
Ілюстрації до «Історії гріха», «Вітру з моря», «Вірної річки» та «Сизіфських творів» та деяких інших творів зробила його дочка Моніка Жеромська.

## Стиль
За своєю художньою манерою різко відрізняється від своїх попередників: їх об'єктивному врівноваженому оповіданню він протиставив новий тип прози — напружено-емоційної, ліричної. У ній велике значення набуває і межує з натуралізмом антиестетизм описів, символіка та імпресіонізм у пейзажі, у передачі душевних станів. Експресивність стилю досягається великою кількістю епітетів, метафор, інверсій, музичною організованістю фрази.

## Українські переклади
Твори Жеромського перекладав Михайло Лебединець, прозаїк та дежравний діяч 1920-их років. Зокрема, оповідання «Провесінь» (видано у Харкові, 1930).
- Подвиги поручика Сніци. — Х., 1930.
- Бездомні. — К., 1954.
- Провесна. — К., 1965.
- Історія гріха. — К., 1977.

Твір «Попіл» переклав Валентин Струтинський (Серія «Вершини світового письменства», вид. «Дніпро», Київ, 1982).

## Твори
- Doktor Piotr
- Duma o hetmanie
- Dzieje grzechu
- Echa leśne
- Firlykowe Wzgórze
- Бездомні
- Na probostwie w Wyszkowie
- O żołnierzu tułaczu
- Попіл (пол. Popioły)
- Przedwiośnie
- Puszcza Jodłowa
- Rozdzióbią nas kruki, wrony
- Róża
- Sen o szpadzie
- Siłaczka
- Sułkowski
- Сізіфова праця (пол. Syzyfowe prace)
- Uciekła mi przepióreczka
- Uroda życia
- Walka z szatanem
- Wiatr od morza
- Wierna rzeka
- Zapomnienie
- Zmierzch